# Крарі (Північна Дакота)
Крарі (англ. Crary) — місто (англ. city) в США, в окрузі Ремсі штату Північна Дакота. Населення — 113 особи (2020).

## Географія
Крарі розташоване за координатами 48°4′33″ пн. ш. 98°38′37″ зх. д. / 48.07583° пн. ш. 98.64361° зх. д. (48.075756, -98.643513).  За даними Бюро перепису населення США в 2010 році місто мало площу 2,42 км², з яких 2,30 км² — суходіл та 0,12 км² — водойми. В 2017 році площа становила 2,59 км², з яких 2,46 км² — суходіл та 0,13 км² — водойми.

## Демографія
Згідно з переписом 2010 року, у місті мешкали 142 особи в 45 домогосподарствах у складі 38 родин. Густота населення становила 59 осіб/км².  Було 51 помешкання (21/км²).
Расовий склад населення:
| - 95,1 % — білих - 4,2 % — корінних американців |

До двох чи більше рас належало 0,7 %. Частка іспаномовних становила 2,1 % від усіх жителів.
За віковим діапазоном населення розподілялося таким чином: 31,7 % — особи молодші 18 років, 62,7 % — особи у віці 18—64 років, 5,6 % — особи у віці 65 років та старші. Медіана віку мешканця становила 32,5 року. На 100 осіб жіночої статі у місті припадало 153,6 чоловіків;  на 100 жінок у віці від 18 років та старших — 136,6 чоловіків також старших 18 років.
Середній дохід на одне домашнє господарство  становив 66 103 долари США (медіана — 53 333), а середній дохід на одну сім'ю — 81 506 доларів (медіана — 71 875). За межею бідності перебувало 3,8 % осіб, у тому числі 14,7 % дітей у віці до 18 років та 0,0 % осіб у віці 65 років та старших.
Цивільне працевлаштоване населення становило 87 осіб. Основні галузі зайнятості: сільське господарство, лісництво, риболовля — 33,3 %, будівництво — 20,7 %, оптова торгівля — 16,1 %.